# Итарана
Итарана (порт. Itarana)  —  муниципалитет в Бразилии, входит в штат Эспириту-Санту. Составная часть мезорегиона Центр штата Эспириту-Санту. Входит в экономико-статистический  микрорегион Санта-Тереза. Население составляет 12 187 человек на 2006 год. Занимает площадь 299,077 км². Плотность населения — 40,7 чел./км².

## Статистика
- Валовой внутренний продукт на 2003 составляет 35.480.633,00 реалов (данные: Бразильский институт географии и статистики).
- Валовой внутренний продукт на душу населения на 2003 составляет 2.997,18 реалов (данные: Бразильский институт географии и статистики).
- Индекс развития человеческого потенциала на 2000 составляет 0,741 (данные: Программа развития ООН).